# Conflicto antarcticus
Conflicto antarcticus è un uccello estinto, appartenente agli anseriformi. Visse nel Paleocene inferiore (circa 64 milioni di anni fa) e i suoi resti fossili sono stati ritrovati in Antartide.

## Descrizione
Questo animale era vagamente simile a un'anatra, ma era caratterizzato da un corpo snello e da lunghe zampe, al contrario di ciò che si osserva negli anseriformi attuali. Si suppone che Conflicto fosse lungo circa 36 centimetri, e la testa era piuttosto allungata rispetto alle dimensioni del corpo. Il becco era molto simile a quello delle anatre e delle oche attuali, ma non era così ampio. Il rostro possedeva aperture delle narici più ampie di quelle degli anseriformi attuali. Il collo, molto allungato, era lungo circa la metà dell'intero animale, ed era costituito probabilmente da circa 15 vertebre di forma allungata.

## Classificazione
Conflicto antarcticus venne descritto per la prima volta nel 2019, sulla base di un singolo scheletro parziale ma ben conservato, rinvenuto in Antartide nella formazione López de Bertodano, risalente al Paleocene inferiore, appena dopo l'evento di estinzione della fine del Cretaceo. Conflicto è considerato un rappresentante basale degli anseriformi, il grande gruppo di uccelli che attualmente comprende oche, anatre e cigni oltre a forme arcaiche come i caimichi, la palamedea e l'oca gazza.
I fossili di Conflicto sono molto importanti perché indicano che la forma appiattita del becco degli anseriformi aveva già iniziato a svilupparsi in un momento molto antico della loro storia evolutiva. Nello stesso studio della prima descrizione di Conflicto, Santillana e colleghi hanno ipotizzato che il genere Anatalavis, precedentemente accostato all'attuale oca gazza, era probabilmente un anseriforme ben più arcaico. Altri anseriformi arcaici erano Presbyornis e l'antico Vegavis, probabilmente ancor più basale rispetto a Conflicto e a Presbyornis.